# Paunkülai-víztározó
A Paunkülai-víztározó (észtül: Paunküla veehoidla) duzzasztással létrehozott víztározó Észtország középső részén, a Pirita-folyó felső folyásán. Harju megye Kose községében, Paunküla és Ardu falvak között fekszik. 1960-ban hozták létre. Csatorna köti össze az Ülemiste-tóval. Mint vízutánpótlás ilyen módon a víze jelentős szerepet játszik Tallinn ivóvízellátásában.
A kezdeti időszakban 350 hektár volt a vízfelülete, ez napjainkban 415,8 ha. A szigeteket is beleszámítva a felülete 447,2 ha. Vízgyűjtő területe 90 m². A tározó legnagyobb vízmélysége 8,7 m, átlagos mélysége 3,4 m. A partvonal teljes hossza 25,5 km. A víztározón közel tucatnyi sziget található. közülük a legnagyobbak  Seapilli-, a Tudre-, a Mustakannu- és a Mesipuu-sziget.
A partja sekély és gazdag vízi növényzet borítja. A déli partszakaszon strandolásra alkalmas. A terület jelentős keresztesvipera-populáció él. A vízben feloldott mészkő miatt a tó közepében magas a hidrogén-karbonát szintje.